# Genocidul romilor (Poraimos)

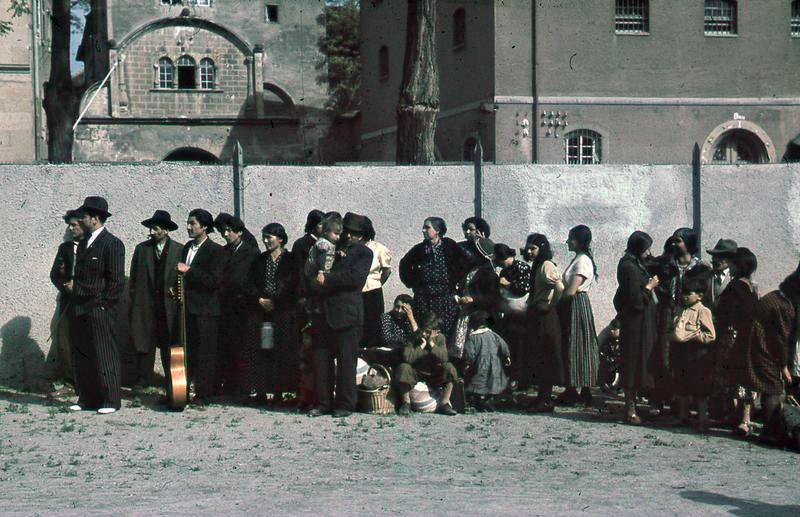
Civili romi în Asperg, Germania, adunați pentru deportare de către autoritățile germane la 22 mai 1940.

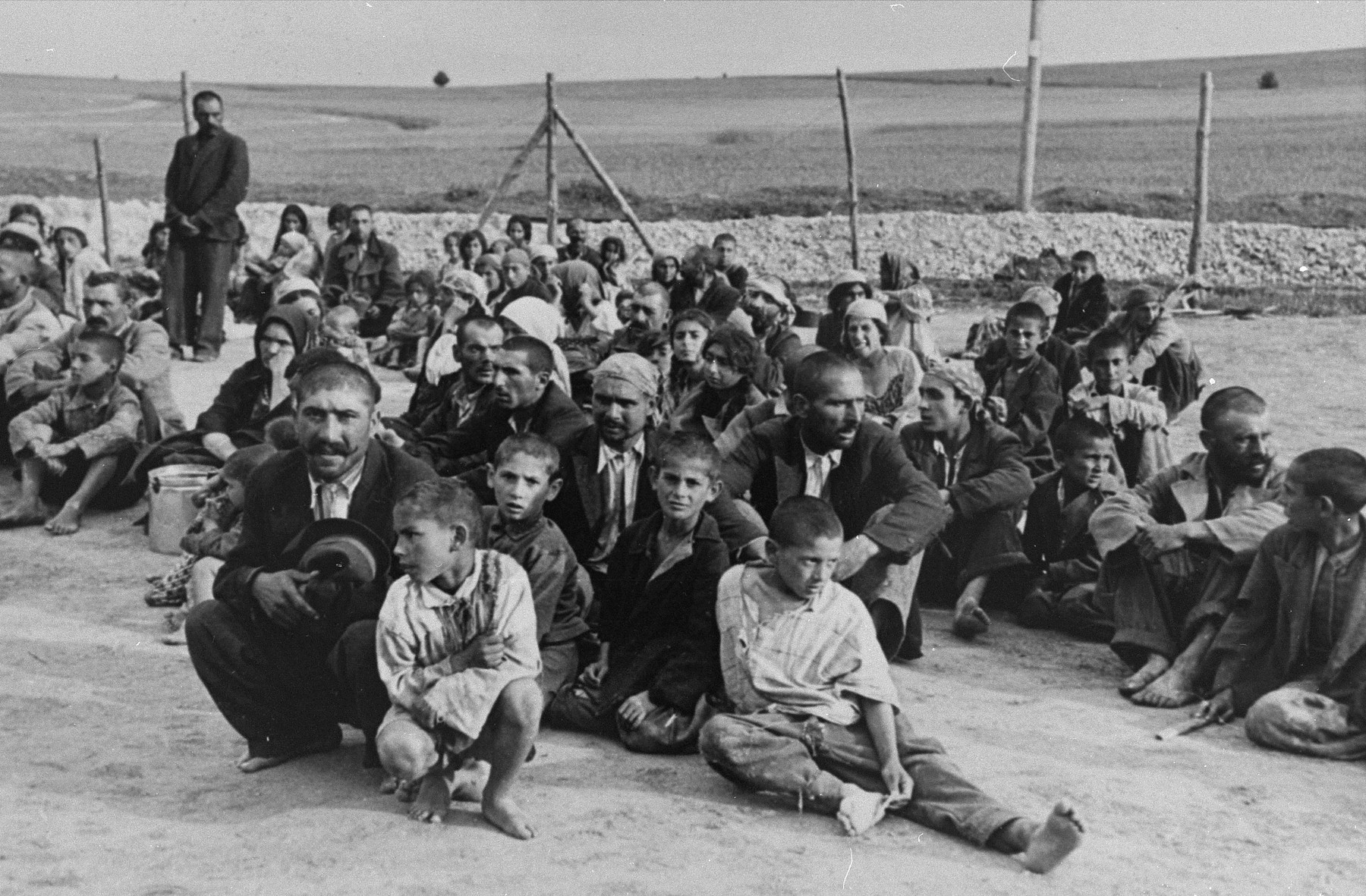
Prizonierii Romi la lagărul de muncă din Belzec, 1940

Poraimos sau porajmos (câteodată samudaripen) este un termen în limba romani care se referă la genocidul fascist împotriva romilor în cel de-al Doilea Război Mondial.
Acțiunile nazismului german și al fascismului român în cadrul poraimos au fost mai puțin studiate decât cele din holocaustul evreiesc, și numai în ultimii ani  comunitatea romă a început să ceară recunoașterea ca victime ale acestor regimuri . Este dificilă estimarea numărului de victime al poraimos-ului dar se estimează că numărul de romi care au murit exterminați este între 200.000 și 2.000.000.
Cuvântul „poraimos” (scris „porajmos” în altă ortografie) înseamnă „devorare”, iar „samudaripen” înseamnă "ucidere în masă” în limba romani.

Data de 2 august este desemnată Ziua Memorială a Holocaustului Romilor (numit și Holocaustul Uitat) pentru că în noaptea de 2 august 1944, în lagărul de concentrare de la Auschwitz II-Birkenau, cei 2,897 de membri de etnie romă rămași în viață - femei, bătrâni și copii din așa-numitul „lagăr al țiganilor" au fost exterminați în camerele de gazare. N-au existat supraviețuitori romi sau sinti în lagărele de concentrare de la Auschwitz. Josef Mengele a manifestat interes în mod deosebit pentru romi și i-a supus unor experimente îngrozitoare.

Triunghiul maro. Prizonierii romi din lagărele de concentrare germane, cum ar fi Auschwitz, au fost nevoiți să poarte triunghiul maro invers pe uniformele închisorii, pentru a putea fi deosebiți de alți deținuți.

## Genocidul romilor - estimare după țări
Conform cu Ghidul Universității Columbia despre Holocaust („The Columbia Guide to the Holocaust") distribuția masacrării romilor estimată după țări în timpul celui de Al Doilea Război Mondial ar fi fost:
| Țara                                   | Populatia romă înainte de război | Masacrați minimum | Masacrați maximum |
| -------------------------------------- | -------------------------------- | ----------------- | ----------------- |
| Austria                                | 11 200                           | 6 800             | 8 250             |
| Belgia                                 | 600                              | 350               | 500               |
| Republica Cehă (Boemia și Moravia)     | 13 000                           | 5 000             | 6 500             |
| Estonia                                | 1 000                            | 500               | 1 000             |
| Franța                                 | 40 000                           | 15 150            | 15 150            |
| Germania                               | 20 000                           | 15 000            | 15 000            |
| Grecia                                 | ?                                | 50                | 50                |
| Italia                                 | 25 000                           | 1 000             | 1 000             |
| Iugoslavia                             | 100 000                          | 26 000            | 90 000            |
| Letonia                                | 5 000                            | 1 500             | 2 500             |
| Lituania                               | 1 000                            | 500               | 1 000             |
| Luxemburg                              | 200                              | 100               | 200               |
| Olanda                                 | 500                              | 215               | 500               |
| Polonia                                | 50 000                           | 8 000             | 35 000            |
| Slovacia                               | 80 000                           | 400               | 10 000            |
| Ungaria                                | 100 000                          | 1 000             | 28 000            |
| Uniunea Sovietică (granițele din 1939) | 200 000                          | 30 000            | 35 000            |
| România                                | 300 000                          | 19 000            | 36 000            |
| Total                                  | 947 500                          | 130 565           | 285 650           |

Dr. Ian Hancock (în limba romani: Yanko le Redžosko) a publicat în 2010 un studiu care susține că numărul de romi uciși a fost subestimat deoarece mulți au fost incluși în cadrul altor grupări/populații.

## Legături externe
- fr  Hubert, Marie-Christine: L'internement des Tsiganes en France 1940-1946, http://centri.univr.it/resistenza/indesiderabili/hubert.htm Arhivat în 21 februarie 2012, la Wayback Machine.
- en  Lewy, Guenther: Downplaying the Porrajmos: The Trend to Minimize the Romani Holocaust, The Nazi Persecution of the Gypsies - Book Review, http://radoc.net:8088/RADOC-24-LEWYREV.htm Arhivat în 14 iunie 2006, la Wayback Machine.
- en  Hancock, Ian F.: The Pariah Syndrome: An account of Gypsy slavery and persecution, Ann Arbor, Mich. 1987, www.geocities.com/Paris/5121/pariah-contents.htm
- en  Symposium Proceedings: Roma and Sinti Under-Studied Victims of Nazism, 2002. Arhivat în 16 iunie 2007, la Wayback Machine.
- de  Borbála, Bodolai Anna; Jeziorowski, Przemysław; Weiser, Martin: Geschichtswerkstatt Europa - Der Porajmos in der Erinnerungskultur der Roma, 16.07.2009,  Arhivat în 20 februarie 2014, la Wayback Machine.
- Sarău, Gheorghe: Bibliografie selectivă privind rromii(1990-2009), Institutul pentru Studierea Problemelor Minorităților Naționale (ISPMN), nr. 28/2010, Cluj-Napoca, 2010